# Список глав правительства России

С XVIII века в России происходило оформление современной системы государственного управления, в том числе формирование органов, полномочия которых постепенно приближались к полномочиям, закреплённым в настоящее время за Правительством Российской Федерации как высшего исполнительного и распорядительного органа государственной власти. В ряде случаев такие учреждения имели непохожие наименование (например, Верховный тайный совет, Конференция при Высочайшем дворе), но были близки по своей компетенции к современному правительству. Или, напротив, имели сходное с современным наименование, как Комитет министров, но функции этого органа в системе государственного управления были серьёзно ограничены, а его председателя — декоративны.
В целом, современный тип правительства в России появился после учреждения 19 октября (1 ноября) 1905 года Совета министров Российской империи для «управления и объединения действий главных начальников ведомств по предметам как законодательства, так и высшего государственного управления», когда все министерства и главные управления были объявлены частями единого государственного управления, министры перестали быть отдельными чиновниками, ответственными каждый лишь за свои действия и распоряжения. Первым председателем Совета министров 24 октября (6 ноября) 1905 года был назначен граф С. Ю. Витте.
В настоящее время статус и порядок деятельности Правительства Российской Федерации определены главой 6 Конституции Российской Федерации и положениями Федерального конституционного закона «О Правительстве Российской Федерации» от 17 декабря 1997 года.

## Российская империя
В Российской империи в разное время создавались разнообразные по наименованию государственные органы, компетенция которых в большей или меньшей степени соответствовала принятому в настоящее время пониманию функций правительства страны. Первоначально это были коллегиальные по способу оформления принимаемых ими решений учреждения, в ряде случаев их решения имели характер прямого действия и не требовали одобрения правящего монарха, в большинстве случаев — требовали подписи государя, который мог и не принять предлагаемую точку зрения. В то же время распорядительная деятельность этих учреждений в отношении поставленных по отношению к ним в нижестоящее положение государственных органов осуществлялась напрямую, через их собственную систему делопроизводства.

### Верховный Тайный Совет (1726—1730)
Верхо́вный Та́йный Сове́т — высшее государственное учреждение Российской империи в 1726—1730 годах, в составе 7—8 человек. Создан императрицей Екатериной I как совещательный орган, фактически решал все важнейшие государственные вопросы, включая вопросы престолонаследия. Ему был подчинён сенат (в связи с этим лишённый именования «правительственный») и коллегии.
Члены Верховного Тайного Совета именовались «министрами».
| Портрет                            | Имя (годы жизни)                                                                          | Полномочия                         | Полномочия                         | Монарх                             |
| Портрет                            | Имя (годы жизни)                                                                          | Начало                             | Окончание                          | Монарх                             |
| министры Верховного Тайного Совета | министры Верховного Тайного Совета                                                        | министры Верховного Тайного Совета | министры Верховного Тайного Совета | министры Верховного Тайного Совета |
| ---------------------------------- | ----------------------------------------------------------------------------------------- | ---------------------------------- | ---------------------------------- | ---------------------------------- |
|                                    | генерал-адмирал, граф Фёдор Матвеевич Апраксин (1661—1728)                                | 8 (19) февраля 1726                | 10 (21) ноября 1728                | Екатерина I Пётр II                |
|                                    | князь Дмитрий Михайлович Голицын (1665—1737)                                              | 8 (19) февраля 1726                | 4 (15) марта 1730                  | Екатерина I Пётр II Анна           |
|                                    | канцлер, граф Гавриил Иванович Головкин (1660—1734)                                       | 8 (19) февраля 1726                | 4 (15) марта 1730                  | Екатерина I Пётр II Анна           |
|                                    | генерал-фельдмаршал, светлейший князь Александр Данилович Меншиков (1673—1729)            | 8 (19) февраля 1726                | 8 (19) сентября 1727               | Екатерина I Пётр II                |
|                                    | вице-канцлер, барон Генрих Иоганн Фридрих Остерман (Андрей Иванович Остерман) (1686—1747) | 8 (19) февраля 1726                | 4 (15) марта 1730                  | Екатерина I Пётр II Анна           |
|                                    | граф Пётр Андреевич Толстой (1645—1729)                                                   | 8 (19) февраля 1726                | 6 (17) мая 1727                    | Екатерина I Пётр II                |
|                                    | герцог Карл Фридрих Гольштейн-Готторпский (1700—1739)                                     | март 1726                          | июль 1727                          | Екатерина I Пётр II                |
|                                    | князь Алексей Григорьевич Долгоруков (?—1734)                                             | 3 (14) февраля 1728                | 4 (15) марта 1730                  | Пётр II Анна                       |
|                                    | князь Василий Лукич Долгоруков (1670—1739)                                                | 6 (17) апреля 1729                 | 4 (15) марта 1730                  | Пётр II Анна                       |
|                                    | князь Михаил Михайлович Голицын (1675—1730)                                               | 19 (30) января 1730                | 4 (15) марта 1730                  | Анна                               |
|                                    | князь Василий Владимирович Долгоруков (1667—1746)                                         | 19 (30) января 1730                | 4 (15) марта 1730                  | Анна                               |

### Кабинет Её (Его) Императорского Величества (1731—1741)
Кабинет Её Императорского Величества был образован указом императрицы Анны Иоанновны от 10 (21) ноября 1731 года. Состоял из трёх кабинет-министров (из двух — в периоды с 6 (17) апреля 1736 по 3 (14) февраля 1738, с 12 (23) апреля 1740 по 18 (29) августа 1740 и после 25 ноября (6 декабря) 1741 года, а также из четырёх — с ноября 1740 года по 3 (14) марта 1741 года). В него постоянно входили А. И. Остерман и А. М. Черкасский, а также, сменяя друг друга, Г. И. Головкин, П. И. Ягужинский, А. П. Волынский, А. П. Бестужев-Рюмин, М. Г. Головкин и Х. А. Миних (последний — четвёртым кабинет-министром).
Кабинет имел право запрашивать от всех государственных учреждений, включая Сенат, информацию по любым вопросам, он наблюдал за ходом судебных и финансовых дел империи и участвовал в решении административных вопросов. По указу от 9 (20) июня 1735 года подписи всех трёх кабинет-министров были приравнены к подписи императрицы. С этого времени Кабинет фактически приобрёл функции не только органа исполнительной, но и законодательной власти, подчинив себе Сенат, Синод и центральные коллегии.
Был ликвидирован после восшествия на престол императрицы Елизаветы Петровны согласно её манифесту от 12 (23) декабря 1741 года.
| Портрет                                             | Имя (годы жизни)                                                           | Полномочия                                          | Полномочия                                          | Монарх                                              |
| Портрет                                             | Имя (годы жизни)                                                           | Начало                                              | Окончание                                           | Монарх                                              |
| кабинет-министры Её (Его) Императорского Величества | кабинет-министры Её (Его) Императорского Величества                        | кабинет-министры Её (Его) Императорского Величества | кабинет-министры Её (Его) Императорского Величества | кабинет-министры Её (Его) Императорского Величества |
| --------------------------------------------------- | -------------------------------------------------------------------------- | --------------------------------------------------- | --------------------------------------------------- | --------------------------------------------------- |
|                                                     | граф Генрих Иоганн Фридрих Остерман (Андрей Иванович Остерман) (1686—1747) | 10 (21) ноября 1731                                 | 12 (23) декабря 1741                                | Анна Иван VI Елизавета                              |
|                                                     | князь Алексей Михайлович Черкасский (1680—1742)                            | 10 (21) ноября 1731                                 | 12 (23) декабря 1741                                | Анна Иван VI Елизавета                              |
|                                                     | граф Гавриил Иванович Головкин (1660—1734)                                 | 10 (21) ноября 1731                                 | 20 (31) января 1734                                 | Анна                                                |
|                                                     | граф Павел Иванович Ягужинский (1683—1736)                                 | 20 (31) января 1734                                 | 6 (17) апреля 1736                                  | Анна                                                |
|                                                     | Артемий Петрович Волынский (1689—1740)                                     | 3 (14) февраля 1738                                 | 12 (23) апреля 1740                                 | Анна                                                |
|                                                     | Алексей Петрович Бестужев-Рюмин (1693—1766)                                | 18 (29) августа 1740                                | 8 (19) ноября 1740                                  | Анна Иван VI                                        |
|                                                     | граф Михаил Гаврилович Головкин (1699—1754)                                | вскоре после 8 (19) ноября 1740                     | 25 ноября (6 декабря) 1741                          | Иван VI                                             |
|                                                     | граф Бурхард Кристоф фон Мюних (Христофор Антонович Миних) (1683—1767)     | вскоре после 8 (19) ноября 1740                     | 3 (14) марта 1741                                   | Иван VI                                             |

### Конференция при Высочайшем дворе (1756—1762)
Конференция при Высочайшем дворе — высшее государственное учреждение Российской империи, в качестве постоянно действующего возникшее 14 (25) марта 1756 года по инициативе канцлера А. П. Бестужева-Рюмина из «конференции по иностранным делам» (нерегулярно созываемых совещаний при дворе для обсуждения вопросов внешней политики). С этого момента императрицей Елизаветой Петровной было указано проводить её заседания регулярно, по определённым дням и при постоянном составе участников.
Считалась совещательным органом, поводом к созданию которого стала подготовка к Семилетней войне, но в большинстве случаев действовала самостоятельно от имени императрицы. Конференция пользовалась некоторой законодательной властью, давала указания и распоряжения Сенату, Синоду, коллегиям и другим центральным учреждениям империи. В состав Конференции входило в разное время от 5 до 10 человек, в числе которых были руководители важнейших ведомств (Коллегии иностранных дел, Военной коллегии, Адмиралтейств-коллегии, Тайной канцелярии), генерал-прокурор Сената и некоторые сенаторы. Официально председателем Конференции считалась императрица, однако на практике ею руководил канцлер — сначала А. П. Бестужев-Рюмин, а с 1758 года — М. И. Воронцов.
Была упразднена 28 января (8 февраля) 1762 года указом Петра III.
| Портрет                                             | Имя (годы жизни)                                    | Полномочия                                          | Полномочия                                          | Монарх                                              |
| Портрет                                             | Имя (годы жизни)                                    | Начало                                              | Окончание                                           | Монарх                                              |
| конференц-министры Конференции при Высочайшем дворе | конференц-министры Конференции при Высочайшем дворе | конференц-министры Конференции при Высочайшем дворе | конференц-министры Конференции при Высочайшем дворе | конференц-министры Конференции при Высочайшем дворе |
| --------------------------------------------------- | --------------------------------------------------- | --------------------------------------------------- | --------------------------------------------------- | --------------------------------------------------- |
|                                                     | великий князь Пётр Фёдорович (1728—1762)            | 14 (25) марта 1756                                  | 5 (16) мая 1757                                     | Елизавета                                           |
|                                                     | Степан Фёдорович Апраксин (1702—1758)               | 14 (25) марта 1756                                  | 1 (12) октября 1757                                 | Елизавета                                           |
|                                                     | граф Алексей Петрович Бестужев-Рюмин (1693—1768)    | 14 (25) марта 1756                                  | 14 (25) февраля 1758                                | Елизавета                                           |
|                                                     | граф Михаил Петрович Бестужев-Рюмин (1688—1760)     | 14 (25) марта 1756                                  | 2 (13) октября 1757                                 | Елизавета                                           |
|                                                     | Александр Борисович Бутурлин (1694—1767)            | 14 (25) марта 1756                                  | 17 (28) октября 1760                                | Елизавета                                           |
|                                                     | граф Михаил Илларионович Воронцов (1714—1767)       | 14 (25) марта 1756                                  | 20 (31) января 1762                                 | Елизавета Пётр III                                  |
|                                                     | князь Михаил Михайлович Голицын (1684—1764)         | 14 (25) марта 1756                                  | 14 (25) декабря 1757                                | Елизавета                                           |
|                                                     | князь Никита Юрьевич Трубецкой (1699—1767)          | 14 (25) марта 1756                                  | 20 (31) января 1762                                 | Елизавета Пётр III                                  |
|                                                     | граф Александр Иванович Шувалов (1710—1771)         | 14 (25) марта 1756                                  | 20 (31) января 1762                                 | Елизавета Пётр III                                  |
|                                                     | граф Пётр Иванович Шувалов (1711—1762)              | 14 (25) марта 1756                                  | 4 (15) января 1762                                  | Елизавета Пётр III                                  |
|                                                     | Иван Иванович Неплюев (1693—1773)                   | 16 (27) сентября 1760                               | 20 (31) января 1762                                 | Елизавета Пётр III                                  |
|                                                     | князь Яков Петрович Шаховской (1705—1777)           | 16 (27) сентября 1760                               | 25 декабря 1761 (5 января 1762)                     | Елизавета                                           |
|                                                     | граф Роман Илларионович Воронцов (1707—1783)        | 28 декабря 1761 (8 января 1762)                     | 20 (31) января 1762                                 | Пётр III                                            |

### Императорский совет (1762)
Импера́торский сове́т — высшее государственное учреждение при императоре Петре III. Был создан указом от 18 (29) мая 1762 года
вместо упразднённой Конференции при Высочайшем дворе. Совет имел право издавать за подписью императора указы, а по части дел — принимать решения без его участия (за подписью членов Совета от имени государя). В центре внимания Совета была задуманная императором война с Данией. Во время дворцового переворота 28 июня 1762 года члены Совета А. Н. Вильбоа, М. Н. Волконский, М. И. Воронцов, А. П. Мельгунов и Н. Ю. Трубецкой поддержали Екатерину II, но взошедшая на престол императрица распустила Императорский совет, вскоре учредив собственный совещательный орган — Совет при Высочайшем дворе.
| Портрет                        | Имя (годы жизни)                                                                                                   | Полномочия                     | Полномочия                     | Монарх                         |
| Портрет                        | Имя (годы жизни)                                                                                                   | Начало                         | Окончание                      | Монарх                         |
| министры Императорского совета | министры Императорского совета                                                                                     | министры Императорского совета | министры Императорского совета | министры Императорского совета |
| ------------------------------ | --- | ------------------------------ | ------------------------------ | ------------------------------ |
|                                | Александр Никитич Вильбоа (1713—1788)                                                                              | 18 (29) мая 1762               | 28 июня (9 июля) 1762          | Пётр III                       |
|                                | Дмитрий Васильевич Волков (1727—1785)                                                                              | 18 (29) мая 1762               | 28 июня (9 июля) 1762          | Пётр III                       |
|                                | князь Михаил Никитич Волконский (1713—1788)                                                                        | 18 (29) мая 1762               | 28 июня (9 июля) 1762          | Пётр III                       |
|                                | граф Михаил Илларионович Воронцов (1714—1767)                                                                      | 18 (29) мая 1762               | 28 июня (9 июля) 1762          | Пётр III                       |
|                                | принц Георг Людвиг Гольштейн-Готторпский (1719—1763)                                                               | 18 (29) мая 1762               | 28 июня (9 июля) 1762          | Пётр III                       |
|                                | Алексей Петрович Мельгунов (1722—1788)                                                                             | 18 (29) мая 1762               | 28 июня (9 июля) 1762          | Пётр III                       |
|                                | граф Бурхард Кристоф фон Мюних (Христофор Антонович Миних) (1683—1767)                                             | 18 (29) мая 1762               | 28 июня (9 июля) 1762          | Пётр III                       |
|                                | князь Никита Юрьевич Трубецкой (1699—1767)                                                                         | 18 (29) мая 1762               | 28 июня (9 июля) 1762          | Пётр III                       |
|                                | герцог Петер Август Шлезвиг-Гольштейн-Зондербург-Бекский (принц Пётр Август Фридрих Гольштейн-Бекский) (1696—1775) | 18 (29) мая 1762               | 28 июня (9 июля) 1762          | Пётр III                       |

### Комитет министров (1802—1905)
Комите́т мини́стров был учреждён в ходе министерской реформы манифестом от 8 (20) сентября 1802 года. Его компетенция имела мало общего с расхожими представлениями. Все министры (и главноуправляющие отдельными частями) были независимы друг от друга, отвечали за деятельность своих ведомств единолично и имели независимые доклады у императора. Комитет министров же не отвечал ни за деятельность отдельных министерств, ни за согласованность их политики. Его компетенция сложилась исторически и состояла из разнородных групп вопросов. В целом, деятельность Комитета разделялась на три направления:
- важные межведомственные вопросы государственного управления;
- «одиозные» вопросы, которые формально находились в пределах ведения одного министерства, но за которые министры не хотели брать на себя персональную ответственность и стремились переложить её на коллегию;
- мелочные вопросы, список которых сформировался достаточно случайным образом (прежде всего, в результате уклонения отдельных министерств от принятия на себя решения данных задач); данная группа вопросов всегда была самой многочисленной.

В течение первых лет существования Комитета министров на его заседаниях председательствовал император всероссийский, а в его отсутствие — члены Комитета министров поочерёдно, начиная со старшего в чине, каждый в течение 4 заседаний. В 1810 году председательство было предоставлено канцлеру, председателю Государственного совета графу Н. П. Румянцеву. С 1812 года пост председателя Комитета превратился в самостоятельную должность, которая до 1865 года обязательно совмещалась с председательством в Государственном совете.
По установившейся со временем традиции, председательство в Комитете было последней на государственной службе почётной должностью, на которую назначались сановники, ставшие слишком старыми для исполнения иных хлопотных обязанностей. Достаточно сказать, что 10 из 17 председателей Комитета скончались во время пребывания на этом посту.
| Портрет                         | Имя (годы жизни)                                                    | Полномочия                       | Полномочия                       | Монарх                          |
| Портрет                         | Имя (годы жизни)                                                    | Начало                           | Окончание                        | Монарх                          |
| председатели Комитета министров | председатели Комитета министров                                     | председатели Комитета министров  | председатели Комитета министров  | председатели Комитета министров |
| ------------------------------- | ------------------------------------------------------------------- | -------------------------------- | -------------------------------- | ------------------------------- |
|                                 | граф Николай Петрович Румянцев (1754—1826)                          | 1810                             | 1812                             | Александр I                     |
|                                 | граф, с 1814 светлейший князь Николай Иванович Салтыков (1736—1816) | 29 марта (10 апреля) 1812        | 16 (28) мая 1816                 | Александр I                     |
|                                 | князь Пётр Васильевич Лопухин (1753—1827)                           | 25 мая (6 июня) 1816             | 6 (18) апреля 1827               | Александр I                     |
| Николай I                       | князь Пётр Васильевич Лопухин (1753—1827)                           | 25 мая (6 июня) 1816             | 6 (18) апреля 1827               |                                 |
|                                 | князь Виктор Павлович Кочубей (1768—1834)                           | 29 апреля (11 мая) 1827          | 3 (15) июня 1834                 |                                 |
|                                 | граф Николай Николаевич Новосильцев (1761—1838)                     | 11 (23) июля 1834                | 8 (20) апреля 1838               |                                 |
|                                 | князь Илларион Васильевич Васильчиков (1776—1847)                   | 9 (21) апреля 1838               | 21 февраля (5 марта) 1847        |                                 |
|                                 | граф Василий Васильевич Левашов (1783—1848)                         | 31 декабря 1847 (12 января 1848) | 23 сентября (5 октября) 1848     |                                 |
|                                 | князь Александр Иванович Чернышёв (1785—1857)                       | 1 (13) декабря 1848              | 5 (17) апреля 1856               |                                 |
| Александр II                    | князь Александр Иванович Чернышёв (1785—1857)                       | 1 (13) декабря 1848              | 5 (17) апреля 1856               |                                 |
|                                 | князь Алексей Фёдорович Орлов (1787—1862)                           | май 1857                         | январь 1861                      |                                 |
|                                 | граф Дмитрий Николаевич Блудов (1785—1864)                          | 12 (24) ноября 1861              | 19 февраля (2 марта) 1864        |                                 |
|                                 | князь Павел Павлович Гагарин (1789—1872)                            | 24 февраля (7 марта) 1864        | 21 февраля (4 марта) 1872        |                                 |
|                                 | граф Павел Николаевич Игнатьев (1797—1879)                          | 26 февраля (9 марта) 1872        | 20 декабря 1879 (1 января 1880)  |                                 |
|                                 | граф Пётр Александрович Валуев (1815—1890)                          | 25 декабря 1879 (6 января 1880)  | 4 (16) октября 1881              |                                 |
| Александр III                   | граф Пётр Александрович Валуев (1815—1890)                          | 25 декабря 1879 (6 января 1880)  | 4 (16) октября 1881              |                                 |
|                                 | граф Михаил Христофорович Рейтерн (1820—1890)                       | 4 (16) октября 1881              | 30 декабря 1886 (11 января 1887) |                                 |
|                                 | Николай Христианович Бунге (1823—1895)                              | 1 (13) января 1887               | 3 (15) июня 1895                 |                                 |
| Николай II                      | Николай Христианович Бунге (1823—1895)                              | 1 (13) января 1887               | 3 (15) июня 1895                 |                                 |
|                                 | Иван Николаевич Дурново (1834—1903)                                 | 15 (27) октября 1895             | 29 мая (11 июня) 1903            |                                 |
|                                 | граф Сергей Юльевич Витте (1849—1915)                               | 16 (29) августа 1903             | 24 октября (6 ноября) 1905       |                                 |

### Совет министров (1905—1917)
Сове́т мини́стров — высший исполнительный орган власти, учреждённый именным Высочайшим указом от 19 октября (1 ноября) 1905 года для «управления и объединения действий главных начальников ведомств по предметам как законодательства, так и высшего государственного управления». Все министерства и главные управления объявлялись частями единого государственного управления, министры перестали быть отдельными чиновниками, ответственными перед императором каждый лишь за свои действия и распоряжения. Первым председателем Совета министров 24 октября (6 ноября) 1905 года был назначен председатель Комитета министров граф С. Ю. Витте
Совет министров прекратил свою деятельность 27 февраля (12 марта) 1917 года в ходе Февральской революции. Его функции как высшего органа государственного управления перешли к образованному 2 (15) марта 1917 года Временному правительству.
| №                             | Портрет                       | Имя (годы жизни)                              | Полномочия                      | Полномочия                      | Монарх                        |
| №                             | Портрет                       | Имя (годы жизни)                              | Начало                          | Окончание                       | Монарх                        |
| председатели Совета министров | председатели Совета министров | председатели Совета министров                 | председатели Совета министров   | председатели Совета министров   | председатели Совета министров |
| ----------------------------- | ----------------------------- | --------------------------------------------- | ------------------------------- | ------------------------------- | ----------------------------- |
| 1                             |                               | граф Сергей Юльевич Витте (1849—1915)         | 24 октября (6 ноября) 1905      | 22 апреля (5 мая) 1906          | Николай II                    |
| 2 (I)                         |                               | Иван Логгинович Горемыкин (1839—1917)         | 22 апреля (5 мая) 1906          | 8 (21) июля 1906                | Николай II                    |
| 3                             |                               | Пётр Аркадьевич Столыпин (1862—1911)          | 8 (21) июля 1906                | 5 (18) сентября 1911            | Николай II                    |
| и. о.                         |                               | граф Владимир Николаевич Коковцов (1853—1943) | 2 (15) сентября 1911            | 9 (22) сентября 1911            | Николай II                    |
| 4                             | 9 (22) сентября 1911          | граф Владимир Николаевич Коковцов (1853—1943) | 30 января (12 февраля) 1914     |                                 | Николай II                    |
| 2 (II)                        |                               | Иван Логгинович Горемыкин (1839—1917)         | 30 января (12 февраля) 1914     | 20 января (2 февраля) 1916      | Николай II                    |
| 5                             |                               | Борис Владимирович Штюрмер (1848—1917)        | 20 января (2 февраля) 1916      | 10 (23) ноября 1916             | Николай II                    |
| 6                             |                               | Александр Фёдорович Трепов (1862—1928)        | 10 (23) ноября 1916             | 27 декабря 1916 (9 января 1917) | Николай II                    |
| 7                             |                               | князь Николай Дмитриевич Голицын (1850—1925)  | 27 декабря 1916 (9 января 1917) | 27 февраля (12 марта) 1917      | Николай II                    |

## Революционный период

### Временное правительство России (1917)
Вре́менное прави́тельство (2 (15) марта 1917 — 25 октября (7 ноября) 1917) — высший исполнительно-распорядительный и законодательный орган государственной власти в России в период между Февральской и Октябрьской революциями.
Было создано по соглашению между Временным комитетом Государственной думы и исполкомом Петроградского Совета рабочих и солдатских депутатов (Петросовета).
1 (14) сентября 1917 года Временное правительство провозгласило страну республикой (хотя этот вопрос относился к компетенции Учредительного собрания; 5 (18) января 1918 года созванное Всероссийское учредительное собрание также объявило Россию республикой).
Временное правительство формировалось на основе коалиции представленных в Государственной думе партий и фракций с участием видных сановников империи (первый состав) и военных специалистов. Возглавлялось министром-председателем, который де-факто являлся главой государства.
Составы кабинетов министров доступны по ссылкам в первом столбце таблицы.
| №                                              | Портрет                                                             | Имя (годы жизни)                               | Полномочия                                     | Полномочия                                     | Партия                                         |
| №                                              | Портрет                                                             | Имя (годы жизни)                               | Начало                                         | Окончание                                      | Партия                                         |
| министры-председатели Временного правительства | министры-председатели Временного правительства                      | министры-председатели Временного правительства | министры-председатели Временного правительства | министры-председатели Временного правительства | министры-председатели Временного правительства |
| ---------------------------------------------- | ------------------------------------------------------------------- | ---------------------------------------------- | ---------------------------------------------- | ---------------------------------------------- | ---------------------------------------------- |
| 8 (I—II)                                       |                                                                     | князь Георгий Евгеньевич Львов (1861—1925)     | 2 (15) марта 1917                              | 5 (18) мая 1917                                | независимый                                    |
| 8 (I—II)                                       | 5 (18) мая 1917                                                     | князь Георгий Евгеньевич Львов (1861—1925)     | 7 (20) июля 1917                               |                                                | независимый                                    |
| 9 (I—II)                                       |                                                                     | Александр Фёдорович Керенский (1881—1970)      | 7 (20) июля 1917                               | 1 (14) сентября 1917                           | эсер                                           |
| 9 (I—II)                                       | министр-председатель Временного правительства Российской республики |                                                |                                                |                                                |                                                |
| 9 (I—II)                                       |                                                                     | Александр Фёдорович Керенский (1881—1970)      | 1 (14) сентября 1917                           | 25 сентября (8 октября) 1917                   | эсер                                           |
| 9 (I—II)                                       | 25 сентября (8 октября) 1917                                        | Александр Фёдорович Керенский (1881—1970)      | 26 октября (8 ноября) 1917                     |                                                | эсер                                           |

### Российское государство (1918—1920)
Росси́йское госуда́рство — государство, провозглашённое Актом Уфимского Государственного совещания от 23 сентября 1918 года (так называемой «Конституцией Уфимской Директории») «об образовании всероссийской верховной власти» во имя «восстановления государственного единства и независимости России», пострадавших в результате революционных событий 1917 года, установления советской власти и подписания советским правительством Брестского мира.
9 октября 1918 года Временное Всероссийское правительство переехало из Уфы в Омск в связи с приближением к Уфе советских войск. 4 ноября оно обратилось ко всем областным правительствам с требованием немедленно распустить «все без исключения Областные Правительства и Областные Представительные Учреждения» и передать все полномочия по управлению Всероссийскому Правительству. В тот же день на базе министерств и центральных управлений Временного Сибирского правительства был сформирован исполнительный орган Директории — Всероссийский Совет министров.
18 ноября 1918 года находившиеся в Омске члены Временного Всероссийского правительства (Директории) были арестованы, Совет министров объявил о принятии на себя всей полноты верховной власти и затем постановил передать её одному лицу, присвоив ему титул верховного правителя. Тайным голосованием членов Совета министров на этот пост был избран адмирал А. В. Колчак.
Накануне падения Омска, утром 10 ноября 1919 года Совет Министров выехал в Иркутск по Транссибирской железной дороге. Здесь он оказался оторванным от армии и от Верховного Правителя. 14 ноября пал Омск, фронт разваливался. Подавленный неудачами, Вологодский подал в отставку, которая была принята 21 ноября. Сформировать новое правительство было поручено Пепеляеву, который вскоре уехал из Иркутска к Колчаку. 5 января власть над Иркутском оказалась в руках эсеро-меньшевистского Политцентра, низложившего Совет министров.
Составы кабинетов министров доступны по ссылкам в первом столбце таблицы.
| №                                            | Портрет                                                 | Имя (годы жизни)                             | Полномочия                                   | Полномочия                                   | Партия                                       | Глава государства                                                       |
| №                                            | Портрет                                                 | Имя (годы жизни)                             | Начало                                       | Окончание                                    | Партия                                       | Глава государства                                                       |
| председатель Всероссийского Совета министров | председатель Всероссийского Совета министров            | председатель Всероссийского Совета министров | председатель Всероссийского Совета министров | председатель Всероссийского Совета министров | председатель Всероссийского Совета министров | председатель Всероссийского Совета министров                            |
| -------------------------------------------- | ------------------------------------------------------- | -------------------------------------------- | -------------------------------------------- | -------------------------------------------- | -------------------------------------------- | ----------------------------------------------------------------------- |
| A (I—II)                                     |                                                         | Пётр Васильевич Вологодский (1863—1925)      | 4 ноября 1918                                | 18 ноября 1918                               | беспартийный                                 | Н. Д. Авксентьев (председатель Временного Всероссийского правительства) |
| A (I—II)                                     | Председатели Совета министров Российского правительства |                                              |                                              |                                              |                                              |                                                                         |
| A (I—II)                                     |                                                         | Пётр Васильевич Вологодский (1863—1925)      | 18 ноября 1918                               | 22 ноября 1919                               | беспартийный                                 | А. В. Колчак (верховный правитель)                                      |
| Б                                            |                                                         | Виктор Николаевич Пепеляев (1885—1920)       | 22 ноября 1919                               | 4 января 1920                                | беспартийный                                 | А. В. Колчак (верховный правитель)                                      |

### Советская Россия (1917—1922)
Советская Россия — неофициальное наименование социалистического российского государства в период после Октябрьской революции 1917 года и до образования СССР в 1922 году.
Постановлением II-го Всероссийского Съезда Советов рабочих и солдатских депутатов 25 октября (7 ноября) 1917 года на территории Российской республики была провозглашена Российская Советская Республика. Однако в документах государство называлось по-разному (при этом разные наименования часто использовались одновременно): Россия, Российская республика, Российская Федеративная республика, Советская Республика России, Российская Советская Республика, Российская Социалистическая Федеративная Советская Республика, Российская Советская Федеративная Социалистическая Республика, Российская Федеративная Советская Республика. После принятия Конституции РСФСР 1918 года 19 июля 1918 года официальным названием государства стало Российская Социалистическая Федеративная Советская Республика (сокр. РСФСР).
Коллективным главой государства в этот период являлся Всероссийский Центральный Исполнительный Комитет (сокр. ВЦИК), высший законодательный, распорядительный и контролирующий орган государственной власти, который избирался Всероссийским съездом Советов и действовал в периоды между съездами.
Декретом II Всероссийского съезда Советов рабочих и солдатских депутатов 26 октября (8 ноября) 1917 года «в качестве временного рабочего и крестьянского правительства» был учреждён Совет наро́дных комисса́ров, после принятия Конституции РСФСР 1918 года именуемый как Совет народных комиссаров РСФСР (сокр. Совнарком РСФСР, СНК РСФСР).
С 1918 года образование Совета народных комиссаров РСФСР являлось прерогативой ВЦИК, а с 1937 года — Верховного совета РСФСР.
| №  | Портрет                                       | Имя (годы жизни)                           | Полномочия                              | Полномочия                              | Партия                                  | Председатель ВЦИК                       |
| №  | Портрет                                       | Имя (годы жизни)                           | Начало                                  | Окончание                               | Партия                                  | Председатель ВЦИК                       |
| -- | --------------------------------------------- | ------------------------------------------ | --------------------------------------- | --------------------------------------- | --------------------------------------- | --------------------------------------- |
| 10 | председатель Совета народных комиссаров       | председатель Совета народных комиссаров    | председатель Совета народных комиссаров | председатель Совета народных комиссаров | председатель Совета народных комиссаров | председатель Совета народных комиссаров |
| 10 |                                               | Владимир Ильич Ульянов (Ленин) (1870—1924) | 26 октября (8 ноября) 1917              | 19 июля 1918                            | РСДРП(б) → РКП(б)                       | Л. Б. Каменев                           |
| 10 | Я. М. Свердлов                                | Владимир Ильич Ульянов (Ленин) (1870—1924) | 26 октября (8 ноября) 1917              | 19 июля 1918                            | РСДРП(б) → РКП(б)                       |                                         |
| 10 | председатель Совета народных комиссаров РСФСР |                                            |                                         |                                         |                                         |                                         |
| 10 |                                               | Владимир Ильич Ульянов (Ленин) (1870—1924) | 19 июля 1918                            | 30 декабря 1922                         | РКП(б)                                  | Я. М. Свердлов                          |
| 10 | М. Ф. Владимирский (и. о.)                    | Владимир Ильич Ульянов (Ленин) (1870—1924) | 19 июля 1918                            | 30 декабря 1922                         | РКП(б)                                  |                                         |
| 10 | М. И. Калинин                                 | Владимир Ильич Ульянов (Ленин) (1870—1924) | 19 июля 1918                            | 30 декабря 1922                         | РКП(б)                                  |                                         |

## Россия в составеСССР(1922—1991)
Этот раздел о руководителях правительства РСФСР — союзной республики в составе СССР. О руководителях правительства СССР см. Глава правительства СССР.
После образовании СССР, в период между подписанием Договора об образовании СССР 29 декабря 1922 года и формированием Совета народных комиссаров СССР 6 июля 1923 года, Совнарком РСФСР временно исполнял функции правительства СССР.
Изменения в государственном устройстве РСФСР, связанные с подписанием Договора об образовании СССР, были закреплены в Конституции РСФСР 1925 года, утверждённой Постановлением XII Всероссийского Съезда Советов от 11 мая 1925 года. В частности, это коснулось передачи многих важнейших функций государства на союзный уровень. Конституция СССР 1936 года, а также Конституция РСФСР 1937 года, принятая Постановлением Чрезвычайного XVII Всероссийского Съезда Советов рабочих и крестьянских депутатов от 21 января 1937 года, изменили систему советских органов, — был учреждён заменивший ВЦИК новый высший орган государственной власти — Верховный Совет РСФСР, а также выбираемый из числа его членов постоянно действующий Президиум Верховного Совета РСФСР, осуществлявший полномочия главы государства как коллективный орган. Также было изменено официальное наименование республики — Российская Советская Федеративная Социалистическая Республика.
Законом СССР от 15 марта 1946 года и Указом Президиума Верховного Совета РСФСР от 23 марта того же года Совнарком РСФСР был преобразован в Совет министров РСФСР.
Конституция РСФСР 1978 года была принята на внеочередной VII сессии Верховного Совета РСФСР девятого созыва 12 апреля 1978 года. В первоначальной редакции она не изменила политической системы страны (советы депутатов трудящихся стали называться советами народных депутатов), но начиная с 1989 года в неё вносились существенные изменения. Так, после внесения поправок 27 октября 1989 года, в её новой редакции пост Председателя Президиума отсутствовал. Часть функций Председателя Президиума с 1990 года перешла к Председателю Верховного Совета РСФСР, избираемому Съездом народных депутатов РСФСР. Этот пост занял Б. Н. Ельцин. 24 апреля 1991 года на основании результатов всероссийского референдума, проведённого 17 марта 1991 года, была учреждена должность Президента РСФСР.
8 декабря 1991 года главы трёх республик-учредителей СССР Б. Н. Ельцин, Л. М. Кравчук и С. С. Шушкевич подписали соглашение (известное как Беловежское соглашение), в котором заявили о прекращении деятельности СССР и создании Содружества Независимых Государств. 12 декабря соглашение было ратифицировано Верховным Советом РСФСР. В тот же день Верховный Совет РСФСР принял постановление о денонсации Договора об образовании СССР 1922 года. 25 декабря 1991 года Президент СССР М. С. Горбачёв объявил о прекращении своей деятельности на посту Президента СССР в связи с образованием СНГ, подписал указ о сложении с себя полномочий Верховного главнокомандующего союзных Вооружённых Сил и передал управление стратегическим ядерным оружием Президенту России Б. Н. Ельцину. 26 декабря 1991 года Совет Республик Верховного Совета СССР принял декларацию о прекращении существования СССР в связи с образованием СНГ, тем самым официально распустив Союз ССР и его институты власти. Этот день считается днём прекращения существования СССР.
Составы кабинетов министров с 1990 года доступны по ссылкам в первом столбце таблицы.
| №                                | Портрет | Имя (годы жизни)                                                                                              | Полномочия | Полномочия | Партия | Председатель ВЦИК / с 1938 Председатель Президиума ВС РСФСР                                                   |
| №                                | Портрет | Имя (годы жизни)                                                                                              | Начало | Окончание | Партия | Председатель ВЦИК / с 1938 Председатель Президиума ВС РСФСР                                                   |
| -------------------------------- | --- | --- | --- | --- | --- | --- |
| (10)                             | председатели Совета народных комиссаров РСФСР (Российская Социалистическая Федеративная Советская Республика) | председатели Совета народных комиссаров РСФСР (Российская Социалистическая Федеративная Советская Республика) | председатели Совета народных комиссаров РСФСР (Российская Социалистическая Федеративная Советская Республика) | председатели Совета народных комиссаров РСФСР (Российская Социалистическая Федеративная Советская Республика) | председатели Совета народных комиссаров РСФСР (Российская Социалистическая Федеративная Советская Республика) | председатели Совета народных комиссаров РСФСР (Российская Социалистическая Федеративная Советская Республика) |
| (10)                             | | Владимир Ильич Ульянов (Ленин) (1870—1924)                                                                    | 30 декабря 1922                                                                                               | 21 января 1924                                                                                                | РКП(б) | М. И. Калинин                                                                                                 |
| и. о.                            | | Алексей Иванович Рыков (1881—1938)                                                                            | 21 января 1924                                                                                                | 2 февраля 1924                                                                                                | РКП(б) | М. И. Калинин                                                                                                 |
| 11                               | 2 февраля 1924                                                                                                | Алексей Иванович Рыков (1881—1938)                                                                            | 18 мая 1929                                                                                                   | РКП(б) → ВКП(б)                                                                                               | | М. И. Калинин                                                                                                 |
| 12                               | | Сергей Иванович Сырцов (1893—1937)                                                                            | 18 мая 1929                                                                                                   | 3 ноября 1930                                                                                                 | ВКП(б) | М. И. Калинин                                                                                                 |
| 13                               | | Даниил Егорович Сулимов (1893—1937)                                                                           | 3 ноября 1930                                                                                                 | 5 декабря 1936                                                                                                | ВКП(б) | М. И. Калинин                                                                                                 |
| 13                               | председатели Совета народных комиссаров РСФСР (Российская Советская Федеративная Социалистическая Республика) | | | | | |
| 13                               | | Даниил Егорович Сулимов (1893—1937)                                                                           | 5 декабря 1936                                                                                                | 22 июля 1937                                                                                                  | ВКП(б) | М. И. Калинин                                                                                                 |
| 14                               | | Николай Александрович Булганин (1895—1975)                                                                    | 22 июля 1937                                                                                                  | 17 сентября 1938                                                                                              | ВКП(б) | М. И. Калинин                                                                                                 |
| 14                               | А. Е. Бадаев (первый Председатель Президиума Верховного Совета РСФСР)                                         | Николай Александрович Булганин (1895—1975)                                                                    | 22 июля 1937                                                                                                  | 17 сентября 1938                                                                                              | ВКП(б) | |
| 15                               | | Василий Васильевич Вахрушев (1902—1947)                                                                       | 17 сентября 1938                                                                                              | 2 июня 1940                                                                                                   | ВКП(б) | |
| 16                               | | Иван Сергеевич Хохлов (1895—1973)                                                                             | 2 июня 1940                                                                                                   | 23 июня 1943 (фактически до 5 мая 1942)                                                                       | ВКП(б) | |
| и. о.                            | | Константин Дмитриевич Памфилов заместитель председателя СНК РСФСР (1901—1943)                                 | 5 мая 1942 (за И. С. Хохлова)                                                                                 | 2 мая 1943 | ВКП(б) | |
| и. о.                            | И. А. Власов (и. о.)                                                                                          | Константин Дмитриевич Памфилов заместитель председателя СНК РСФСР (1901—1943)                                 | 5 мая 1942 (за И. С. Хохлова)                                                                                 | 2 мая 1943 | ВКП(б) | |
| 17                               | | Алексей Николаевич Косыгин (1904—1980)                                                                        | 23 июня 1943                                                                                                  | 15 марта 1946                                                                                                 | ВКП(б) | |
| 17                               | Н. М. Шверник                                                                                                 | Алексей Николаевич Косыгин (1904—1980)                                                                        | 23 июня 1943                                                                                                  | 15 марта 1946                                                                                                 | ВКП(б) | |
| 17                               | председатели Совета министров РСФСР                                                                           | | | | | |
| 17                               | | Алексей Николаевич Косыгин (1904—1980)                                                                        | 15 марта 1946                                                                                                 | 23 марта 1946                                                                                                 | ВКП(б) | Н. М. Шверник                                                                                                 |
| 18                               | | Михаил Иванович Родионов (1907—1950)                                                                          | 23 марта 1946                                                                                                 | 9 марта 1949                                                                                                  | ВКП(б) | Н. М. Шверник                                                                                                 |
| 18                               | И. А. Власов                                                                                                  | Михаил Иванович Родионов (1907—1950)                                                                          | 23 марта 1946                                                                                                 | 9 марта 1949                                                                                                  | ВКП(б) | |
| 19                               | | Борис Николаевич Черноусов (1908—1978)                                                                        | 9 марта 1949                                                                                                  | 20 октября 1952                                                                                               | ВКП(б) → КПСС                                                                                                 | |
| 19                               | М. П. Тарасов                                                                                                 | Борис Николаевич Черноусов (1908—1978)                                                                        | 9 марта 1949                                                                                                  | 20 октября 1952                                                                                               | ВКП(б) → КПСС                                                                                                 | |
| 20                               | | Александр Михайлович Пузанов (1906—1998)                                                                      | 20 октября 1952                                                                                               | 24 января 1956                                                                                                | КПСС | |
| 21                               | | Михаил Алексеевич Яснов (1906—1991)                                                                           | 24 января 1956                                                                                                | 19 декабря 1957                                                                                               | КПСС | |
| 22                               | | Фрол Романович Козлов (1908—1965)                                                                             | 19 декабря 1957                                                                                               | 31 марта 1958                                                                                                 | КПСС | |
| 23                               | | Дмитрий Степанович Полянский (1917—2001)                                                                      | 31 марта 1958                                                                                                 | 23 ноября 1962                                                                                                | КПСС | |
| 23                               | Н. П. Игнатов                                                                                                 | Дмитрий Степанович Полянский (1917—2001)                                                                      | 31 марта 1958                                                                                                 | 23 ноября 1962                                                                                                | КПСС | |
| 23                               | Н. П. Органов                                                                                                 | Дмитрий Степанович Полянский (1917—2001)                                                                      | 31 марта 1958                                                                                                 | 23 ноября 1962                                                                                                | КПСС | |
| 24                               | | Геннадий Иванович Воронов (1910—1994)                                                                         | 23 ноября 1962                                                                                                | 28 июля 1971                                                                                                  | КПСС | |
| 24                               | Н. П. Игнатов                                                                                                 | Геннадий Иванович Воронов (1910—1994)                                                                         | 23 ноября 1962                                                                                                | 28 июля 1971                                                                                                  | КПСС | |
| 24                               | М. А. Яснов                                                                                                   | Геннадий Иванович Воронов (1910—1994)                                                                         | 23 ноября 1962                                                                                                | 28 июля 1971                                                                                                  | КПСС | |
| 25                               | | Михаил Сергеевич Соломенцев (1913—2008)                                                                       | 28 июля 1971                                                                                                  | 24 июня 1983                                                                                                  | КПСС | |
| 26                               | | Виталий Иванович Воротников (1926—2012)                                                                       | 24 июня 1983                                                                                                  | 3 октября 1988                                                                                                | КПСС | |
| 26                               | В. П. Орлов                                                                                                   | Виталий Иванович Воротников (1926—2012)                                                                       | 24 июня 1983                                                                                                  | 3 октября 1988                                                                                                | КПСС | |
| 27                               | | Александр Владимирович Власов (1932—2002)                                                                     | 3 октября 1988                                                                                                | 15 июня 1990                                                                                                  | КПСС | В. И. Воротников                                                                                              |
| 27                               | Б. Н. Ельцин (Председатель Верховного Совета РСФСР)                                                           | Александр Владимирович Власов (1932—2002)                                                                     | 3 октября 1988                                                                                                | 15 июня 1990                                                                                                  | КПСС | |
| и. о.                            | 15 июня 1990                                                                                                  | Александр Владимирович Власов (1932—2002)                                                                     | 18 июня 1990                                                                                                  | | КПСС | |
| 28 (I)                           | | Иван Степанович Силаев (1930—2023)                                                                            | 18 июня 1990                                                                                                  | 10 июля 1991                                                                                                  | КПСС | |
| и. о.                            | 11 июля 1991                                                                                                  | Иван Степанович Силаев (1930—2023)                                                                            | 13 июля 1991                                                                                                  | Б. Н. Ельцин (Президент РСФСР)                                                                                | КПСС | |
| 28 (II)                          | 13 июля 1991                                                                                                  | Иван Степанович Силаев (1930—2023)                                                                            | 26 сентября 1991                                                                                              | Б. Н. Ельцин (Президент РСФСР)                                                                                | КПСС | |
| (и. о.де-факто)                  | | Олег Иванович Лобов первый заместитель председателя Совета министров РСФСР (1937—2018)                        | 26 сентября 1991                                                                                              | Б. Н. Ельцин (Президент РСФСР)                                                                                | КПСС | 6 ноября 1991 (фактически 11 или 15 ноября 1991)                                                              |
| председатель Правительства РСФСР | | | | | | |
| 29                               | | Борис Николаевич Ельцин председатель Правительства РСФСР как Президент РСФСР (1931—2007)                      | 6 ноября 1991                                                                                                 | 26 декабря 1991                                                                                               | беспартийный                                                                                                  | Б. Н. Ельцин (Президент РСФСР)                                                                                |

## Российская Федерация (с 1991 года)
25 декабря 1991 года Верховный Совет РСФСР принял закон о переименовании государства в Российскую Федерацию, новое наименование было закреплено 21 апреля 1992 года внесением Съездом народных депутатов РСФСР соответствующих изменений в Конституцию РСФСР, которые вступили в силу 16 мая 1992 года. При этом фактическое использование этого наименования происходило с конца 1991 года.
До 25 декабря 1993 года должность главы правительства называлась Председатель Совета Министров — Правительства. После вступления в силу Конституции 1993 года стала именоваться Председатель Правительства Российской Федерации. Неформально она часто называется премьер-министр, хотя в Конституции такое название отсутствует.
Составы кабинетов министров доступны по ссылкам в первом столбце таблицы.
| №                                                                  | Портрет                                         | Имя (годы жизни) | Полномочия                       | Полномочия                       | Партия (фракция)                 | Президент Российской Федерации   |
| №                                                                  | Портрет                                         | Имя (годы жизни) | Начало                           | Окончание                        | Партия (фракция)                 | Президент Российской Федерации   |
| ------------------------------------------------------------------ | ----------------------------------------------- | --- | -------------------------------- | -------------------------------- | -------------------------------- | -------------------------------- |
| (29)                                                               | председатель Правительства РСФСР                | председатель Правительства РСФСР                                                                                       | председатель Правительства РСФСР | председатель Правительства РСФСР | председатель Правительства РСФСР | председатель Правительства РСФСР |
| (29)                                                               |                                                 | Борис Николаевич Ельцин председатель Правительства РСФСР как Президент РСФСР (1931—2007)                               | 26 декабря 1991                  | 16 мая 1992                      | беспартийный                     | Б. Н. Ельцин (Президент РСФСР)   |
| (29)                                                               | председатели Правительства Российской Федерации | |                                  |                                  |                                  |                                  |
| (29)                                                               |                                                 | Борис Николаевич Ельцин председатель Правительства Российской Федерации как Президент Российской Федерации (1931—2007) | 16 мая 1992                      | 15 июня 1992                     | беспартийный                     | Б. Н. Ельцин                     |
| и. о.                                                              |                                                 | Егор Тимурович Гайдар первый заместитель председателя Правительства Российской Федерации (1956—2009)                   | 15 июня 1992                     | 14 декабря 1992                  | беспартийный                     | Б. Н. Ельцин                     |
| председатель Совета Министров — Правительства Российской Федерации |                                                 | |                                  |                                  |                                  |                                  |
| 30 (I)                                                             |                                                 | Виктор Степанович Черномырдин (1938—2010)                                                                              | 14 декабря 1992                  | 25 декабря 1993                  | беспартийный                     | Б. Н. Ельцин                     |
| 30 (I)                                                             | председатели Правительства Российской Федерации | |                                  |                                  |                                  |                                  |
| 30 (I)                                                             |                                                 | Виктор Степанович Черномырдин (1938—2010)                                                                              | 25 декабря 1993                  | 9 августа 1996                   | Наш дом — Россия                 | Б. Н. Ельцин                     |
| 30 (I)                                                             |                                                 | Виктор Степанович Черномырдин (1938—2010)                                                                              | 25 декабря 1993                  | 9 августа 1996                   | Наш дом — Россия                 | Б. Н. Ельцин                     |
| 30 (II)                                                            | 10 августа 1996                                 | Виктор Степанович Черномырдин (1938—2010)                                                                              | 23 марта 1998                    |                                  | Наш дом — Россия                 | Б. Н. Ельцин                     |
| и. о.                                                              |                                                 | Сергей Владиленович Кириенко (1962—)                                                                                   | 23 марта 1998                    | 24 апреля 1998                   | беспартийный                     | Б. Н. Ельцин                     |
| 31                                                                 | 24 апреля 1998                                  | Сергей Владиленович Кириенко (1962—)                                                                                   | 23 августа 1998                  |                                  | беспартийный                     | Б. Н. Ельцин                     |
| и. о.                                                              |                                                 | Виктор Степанович Черномырдин (1938—2010)                                                                              | 23 августа 1998                  | 11 сентября 1998                 | Наш дом — Россия                 | Б. Н. Ельцин                     |
| 32                                                                 |                                                 | Евгений Максимович Примаков (1929—2015)                                                                                | 11 сентября 1998                 | 12 мая 1999                      | Отечество — Вся Россия           | Б. Н. Ельцин                     |
| и. о.                                                              |                                                 | Сергей Вадимович Степашин (1952—)                                                                                      | 12 мая 1999                      | 19 мая 1999                      | беспартийный                     | Б. Н. Ельцин                     |
| 33                                                                 | 19 мая 1999                                     | Сергей Вадимович Степашин (1952—)                                                                                      | 9 августа 1999                   |                                  | беспартийный                     | Б. Н. Ельцин                     |
| и. о.                                                              |                                                 | Владимир Владимирович Путин (1952—)                                                                                    | 9 августа 1999                   | 16 августа 1999                  | беспартийный                     | Б. Н. Ельцин                     |
| 34 (I)                                                             | 16 августа 1999                                 | Владимир Владимирович Путин (1952—)                                                                                    | 7 мая 2000                       |                                  | беспартийный                     | Б. Н. Ельцин                     |
| (34) (I)                                                           | 16 августа 1999                                 | Владимир Владимирович Путин (1952—)                                                                                    | 7 мая 2000                       | Единство                         |                                  | Б. Н. Ельцин                     |
| (34) (I)                                                           | 16 августа 1999                                 | Владимир Владимирович Путин (1952—)                                                                                    | 7 мая 2000                       | Единство                         | В. В. Путин (и. о.)              |                                  |
| и. о.                                                              |                                                 | Михаил Михайлович Касьянов (1957—)                                                                                     | 7 мая 2000                       | 17 мая 2000                      | беспартийный                     | В. В. Путин                      |
| 35                                                                 | 17 мая 2000                                     | Михаил Михайлович Касьянов (1957—)                                                                                     | 24 февраля 2004                  |                                  | беспартийный                     | В. В. Путин                      |
| и. о.                                                              |                                                 | Виктор Борисович Христенко заместитель председателя Правительства Российской Федерации (1957—)                         | 24 февраля 2004                  | 5 марта 2004                     | беспартийный                     | В. В. Путин                      |
| 36 (I)                                                             |                                                 | Михаил Ефимович Фрадков (1950—)                                                                                        | 5 марта 2004                     | 7 мая 2004                       | беспартийный                     | В. В. Путин                      |
| и. о.                                                              | 7 мая 2004                                      | Михаил Ефимович Фрадков (1950—)                                                                                        | 12 мая 2004                      |                                  | беспартийный                     | В. В. Путин                      |
| 36 (II)                                                            | 12 мая 2004                                     | Михаил Ефимович Фрадков (1950—)                                                                                        | 12 сентября 2007                 |                                  | беспартийный                     | В. В. Путин                      |
| и. о.                                                              | 12 сентября 2007                                | Михаил Ефимович Фрадков (1950—)                                                                                        | 14 сентября 2007                 |                                  | беспартийный                     | В. В. Путин                      |
| 37                                                                 |                                                 | Виктор Алексеевич Зубков (1941—)                                                                                       | 14 сентября 2007                 | 7 мая 2008                       | беспартийный                     | В. В. Путин                      |
| и. о.                                                              | 7 мая 2008                                      | Виктор Алексеевич Зубков (1941—)                                                                                       | 8 мая 2008                       |                                  | беспартийный                     | В. В. Путин                      |
| 34 (II)                                                            |                                                 | Владимир Владимирович Путин (1952—)                                                                                    | 8 мая 2008                       | 7 мая 2012                       | Единая Россия                    | Д. А. Медведев                   |
| и. о.                                                              |                                                 | Виктор Алексеевич Зубков первый заместитель председателя Правительства Российской Федерации (1941—)                    | 7 мая 2012                       | 8 мая 2012                       | беспартийный                     | В. В. Путин                      |
| 38 (I)                                                             |                                                 | Дмитрий Анатольевич Медведев (1965—)                                                                                   | 8 мая 2012                       | 7 мая 2018                       | Единая Россия                    | В. В. Путин                      |
| и. о.                                                              | 7 мая 2018                                      | Дмитрий Анатольевич Медведев (1965—)                                                                                   | 8 мая 2018                       |                                  | Единая Россия                    | В. В. Путин                      |
| 38 (II)                                                            | 8 мая 2018                                      | Дмитрий Анатольевич Медведев (1965—)                                                                                   | 15 января 2020                   |                                  | Единая Россия                    | В. В. Путин                      |
| и. о.                                                              | 15 января 2020                                  | Дмитрий Анатольевич Медведев (1965—)                                                                                   | 16 января 2020                   |                                  | Единая Россия                    | В. В. Путин                      |
| 39 (I)                                                             |                                                 | Михаил Владимирович Мишустин (1966—)                                                                                   | 16 января 2020                   | 7 мая 2024                       | беспартийный                     | В. В. Путин                      |
| и. о.                                                              | 7 мая 2024                                      | Михаил Владимирович Мишустин (1966—)                                                                                   | 10 мая 2024                      |                                  | беспартийный                     | В. В. Путин                      |
| 39 (II)                                                            | 10 мая 2024                                     | Михаил Владимирович Мишустин (1966—)                                                                                   | действующий                      |                                  | беспартийный                     | В. В. Путин                      |
| врио                                                               |                                                 | Андрей Рэмович Белоусов (1959—)                                                                                        | 30 апреля 2020                   | 19 мая 2020                      | беспартийный                     | В. В. Путин                      |

## Статистика
Самый продолжительный срок находился во главе правительства — 10 лет 315 дней — князь Пётр Васильевич Лопухин, председатель Комитета министров в 1816—1827 годах.
Самый короткий срок полномочий — 47 дней — был у Александра Фёдоровича Трепова, председателя Совета министров Российской империи на исходе 1916 года. Ещё более короткий срок — 10 дней — временно исполнял обязанности председателя Правительства Российской Федерации в феврале—марте 2004 года Виктор Борисович Христенко.
Самым молодым и самым возрастным лицами к моменту вступления в должность были министры Верховного Тайного Совета герцог Карл Фридрих Гольштейн-Готторпский (в возрасте 26 лет) и граф Пётр Андреевич Толстой, в возрасте 81 года.